# Gigue

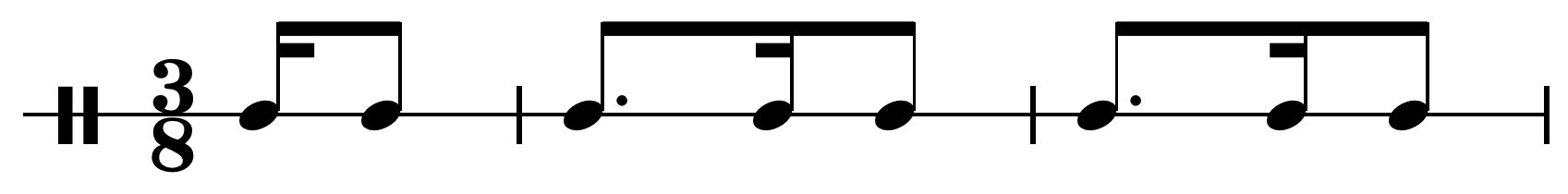
Nhịp Gigue.

Gigue (phát âm tiếng Pháp: [ʒiɡ]) hoặc giga (tiếng Ý: [ˈdʒiːɡa]) là một điệu nhảy ba rốc có nguồn gốc từ Anh, điệu nhảy du nhập vào Pháp trong thế kỷ 17
Nhịp của một Gigue ở 3/8, 6/8, 6/4, 9/8, 12/8

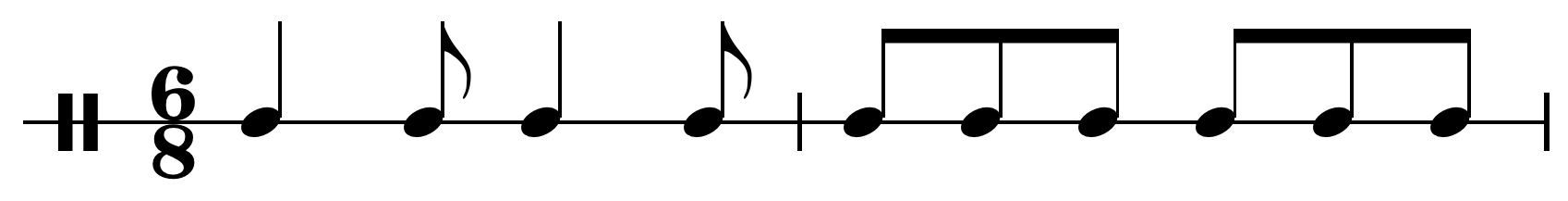
Nhịp gigue.